# Korochi
Korochi là một thị trấn thống kê (census town) của quận Kolhapur thuộc bang Maharashtra, Ấn Độ.

## Nhân khẩu
Theo điều tra dân số năm 2001 của Ấn Độ, Korochi có dân số 18.136 người. Phái nam chiếm 53% tổng số dân và phái nữ chiếm 47%. Korochi có tỷ lệ 69% biết đọc biết viết, cao hơn tỷ lệ trung bình toàn quốc là 59,5%: tỷ lệ cho phái nam là 76%, và tỷ lệ cho phái nữ là 60%. Tại Korochi, 14% dân số nhỏ hơn 6 tuổi.